# Resected Excoriated Cavity/Tested Creatures
Resected Excoriated Cavity/Tested Creatures – split album grupy muzycznych WTN i Squash Bowels. Wydany został w 2002 roku nakładem Incise To Excise Productions.

## Lista utworów
WTN
1. Mucopurulence Excretor (Carcass cover)
2. Excav-Eaters In The Graves
3. Laughters From The Morgue

Squash Bowels
1. Grind Your Head (Live)
2. Wo-Man (Live)
3. Who Is Gay? (Live)
4. Fear (Live)
5. Radio Hit (Anal Cunt cover) (Live)
6. Tested Creatures (Live)
7. Consequence (Ulcerous Phlegm cover) (Live)
8. Material Under Test (Live)
9. Pussy On Your Face (Live)